# Bougie décimale
Bougie décimale är en enhet för ljusstyrka tidigare använd i Frankrike. 1 Bougie décimale motsvarar 1,13 Hefnerljus.